# Brian Littrell
Brian Thomas Littrell (født 20. februar 1975), er en amerikansk sanger, der nok mest er kendt som medlem af boy-bandet Backstreet Boys. I 2006 udgav han et soloalbum, Welcome Home (You).
Littrell var også en dommer for den 8. Independent Music Awards, som støtte uafhængige kunstneres karriere. 

## Diskografi

### Albums
| År   | Albumdetaljer                                                                   | Højeste hitlisteplacering | Højeste hitlisteplacering | Certificeringer  |
| År   | Albumdetaljer                                                                   | US                        | US Christian              | Certificeringer  |
| ---- | ------------------------------------------------------------------------------- | ------------------------- | ------------------------- | ---------------- |
| 2006 | Welcome Home - Released: May 2, 2006 - Label: Reunion                           | 74                        | 3                         | US salg: 100.000 |
| 2010 | Brian Littrell's Family Christmas - Released: December 6, 2010 - Label: Reunion |                           |                           |                  |
| 2011 | Christmas with the Littrells - Released: December 6, 2011 - Label: Reunion      |                           |                           |                  |

### Singler
| År   | Single                                                                 | Peak         | Album          |
| År   | Single                                                                 | US Christian | Album          |
| ---- | ---------------------------------------------------------------------- | ------------ | -------------- |
| 2005 | "In Christ Alone"                                                      | 1            | Welcome Home   |
| 2006 | "Welcome Home (You)"                                                   | 2            | Welcome Home   |
| 2006 | "Wish"                                                                 | 20           | Welcome Home   |
| 2007 | "Over My Head"                                                         | 17           | Welcome Home   |
| 2007 | "By His Wounds" (with Mac Powell, Mark Hall and Steven Curtis Chapman) | 8            | Glory Revealed |